# Березинский район
Бере́зинский райо́н (бел. Бярэзінскі раён) — административная единица на востоке Минской области Республики Беларусь. Административный центр — город Березино. Население — 21 156 человек (на 1 января 2025 года).
В 2024 году район отметил 100-летие.

## Административное устройство
В районе 6 сельсоветов:
- Березинский
- Богушевичский
- Дмитровичский
- Капланецкий
- Погостский
- Поплавский

Упразднённые сельсоветы:
- Бродецкий
- Высокогорский
- Каменноборский
- Ляжинский
- Маческий[8]
- Селибский[8]
- Ушанский[8]
- Якшицкий

## География
Площадь территории — 1940,34 км².
Район располагается на севере Центрально-березинской равнины. Имеются 2 месторождения торфа (13,7 млн т), 3 месторождения кирпичных глин (1,3 млн м³), небольшие месторождения песчано-гравийного материала. Более половины почв сельскохозяйственных угодий — дерново-подзолистые. 69,1 % почв супесчаные, 24,6 % — суглинистые, 6,3 % — песчаные.
50,8 % территории района покрыто лесом. Преобладают сосновые леса.

### Расположение
Граничит с Червенским, Борисовским, Крупским районами Минской области, Белыничским, Кличевским и Осиповичским районами Могилёвской области.

### Водная система
Основные реки — Березина, Уса, Клева, Уша.

## История
- Район образован 17 июля 1924 года.
- С 1924 по 1927 в составе Борисовского округа БССР.
- После упразднения Борисовского округа в составе Минского округа БССР.
- С 1930 в прямом подчинении БССР.
- 25 июля 1931 года к району присоединены 2 сельсовета (Селибский и Якшицкий) упразднённого Свислочского района[11].
- С января 1938 года в составе Могилёвской области БССР.
- 20 сентября 1944 — район в составе Минской области.
- 25 декабря 1962 — Указом Президиума Верховного Совета БССР от 25 декабря 1962 года «Об укрупнении сельских районов БССР» район упразднён, территория вошла в состав Червенского района Минской области.
- 6 января 1965 — район восстановлен.

20 октября 1995 года административные единицы Березинский район и город Березино, имеющие общий административный центр, объединены в одну административную единицу — Березинский район.

## Население

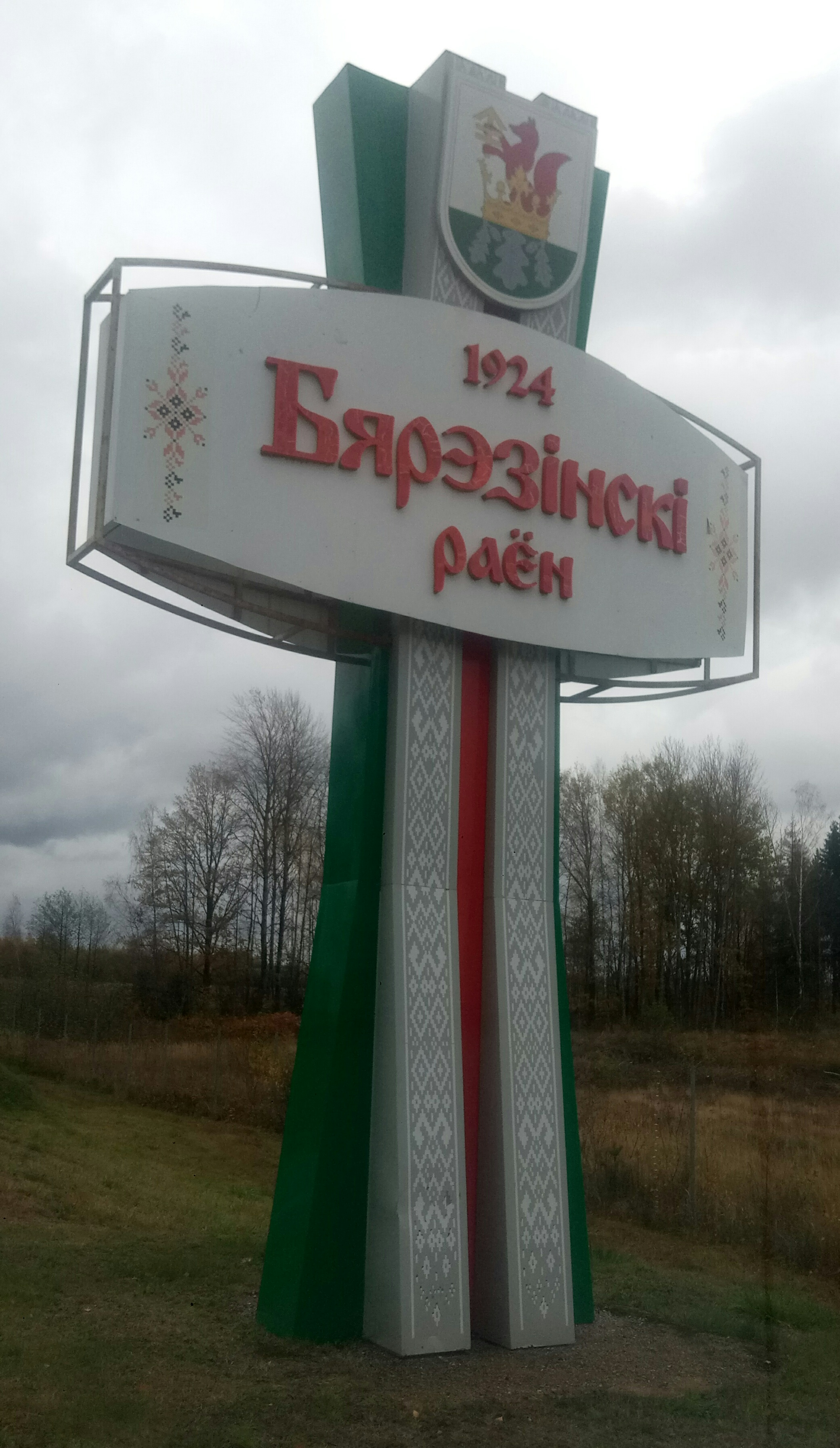
Знак на въезде в Березинский район.

Численность населения — 21 156 человек (на 1 января 2025 года), в том числе городское (Березино) — 11 250 человек, сельское — 9 906 человек.
Население района на 1 января 2016 года составляет 22 614 человек, в том числе в городских условиях (в Березино) проживают 11 832 человека.
Население района на 1 января 2018 года составляет 22 015 человек, в том числе в городских условиях (в Березино) проживают 11 672 человека, сельское население — 10 343 жителей.
| Численность населения (по годам) | Численность населения (по годам) | Численность населения (по годам) | Численность населения (по годам) | Численность населения (по годам) | Численность населения (по годам) | Численность населения (по годам) | Численность населения (по годам) | Численность населения (по годам) | Численность населения (по годам) | Численность населения (по годам) |
| 1969                             | 1996                             | 2000                             | 2001                             | 2002                             | 2003                             | 2004                             | 2005                             | 2006                             | 2007                             | 2008                             |
| -------------------------------- | -------------------------------- | -------------------------------- | -------------------------------- | -------------------------------- | -------------------------------- | -------------------------------- | -------------------------------- | -------------------------------- | -------------------------------- | -------------------------------- |
| 44 000                           | ▼35 000                          | ▼32 224                          | ▼31 554                          | ▼30 707                          | ▼29 938                          | ▼28 830                          | ▼27 943                          | ▼27 093                          | ▼26 191                          | ▼25 531                          |
| 2009                             | 2010                             | 2011                             | 2012                             | 2013                             | 2014                             | 2015                             | 2016                             | 2017                             | 2018                             | 2019                             |
| ▼25 231                          | ▼24 924                          | ▼24 469                          | ▼23 956                          | ▼23 707                          | ▼23 281                          | ▼22 937                          | ▼22 614                          | ▼22 281                          | ▼22 015                          | ▼21 707                          |
| 2020                             | 2021                             | 2022                             | 2023                             | 2024                             | 2025                             |                                  |                                  |                                  |                                  |                                  |
|                                  |                                  |                                  |                                  |                                  | ▼21 156                          |                                  |                                  |                                  |                                  |                                  |

| Национальный состав по переписи населения 2009 года (всего — 25 031 человек) | Национальный состав по переписи населения 2009 года (всего — 25 031 человек) | Национальный состав по переписи населения 2009 года (всего — 25 031 человек) | Национальный состав по переписи населения 2009 года (всего — 25 031 человек) | Национальный состав по переписи населения 2009 года (всего — 25 031 человек) | Национальный состав по переписи населения 2009 года (всего — 25 031 человек) | Национальный состав по переписи населения 2009 года (всего — 25 031 человек) |
| Народ                                                                        | Всего                                                                        | Всего                                                                        | г. Березино                                                                  | г. Березино                                                                  | сельское                                                                     | сельское                                                                     |
| Народ                                                                        | чел.                                                                         | %                                                                            | чел.                                                                         | %                                                                            | чел.                                                                         | %                                                                            |
| ---------------------------------------------------------------------------- | ---------------------------------------------------------------------------- | ---------------------------------------------------------------------------- | ---------------------------------------------------------------------------- | ---------------------------------------------------------------------------- | ---------------------------------------------------------------------------- | ---------------------------------------------------------------------------- |
| Белорусы                                                                     | 23 645                                                                       | 94,46 %                                                                      | 11 239                                                                       | 93,5 %                                                                       | 12 406                                                                       | 95,35 %                                                                      |
| Русские                                                                      | 990                                                                          | 3,96 %                                                                       | 573                                                                          | 4,77 %                                                                       | 417                                                                          | 3,2 %                                                                        |
| Украинцы                                                                     | 192                                                                          | 0,77 %                                                                       | 115                                                                          | 0,96 %                                                                       | 77                                                                           | 0,59 %                                                                       |
| Поляки                                                                       | 39                                                                           | 0,16 %                                                                       | 20                                                                           | 0,17 %                                                                       | 19                                                                           | 0,15 %                                                                       |
| Татары                                                                       | 20                                                                           | 0,08 %                                                                       | 10                                                                           | 0,08 %                                                                       | 10                                                                           | 0,08 %                                                                       |
| Азербайджанцы                                                                | 19                                                                           | 0,08 %                                                                       | 1                                                                            | 0,01 %                                                                       | 18                                                                           | 0,14 %                                                                       |

В 2018 году 19,4 % населения района было в возрасте моложе трудоспособного, 50,4 % — в трудоспособном, 30,2 % — старше трудоспособного. Ежегодно в Березинском районе рождается 300—360 детей и умирает 400—600 человек. По уровню рождаемости (13,7 на 1000 человек в 2017 году) район является одним из лидеров в Минской области, уровень смертности (18,9) выше среднего по области. Наблюдается естественная убыль населения, и ежегодно численность населения уменьшается на 100—250 человек по естественным причинам (-115 по итогам 2017 года). В 2017 году в Березинском районе было заключено 117 браков (5,3 на 1000 человек) и 69 разводов (3,1).
|                                               | 2010 | 2011 | 2012 | 2013 | 2014 | 2015 | 2016 | 2017 |
| --------------------------------------------- | ---- | ---- | ---- | ---- | ---- | ---- | ---- | ---- |
| Рождаемость (на 1000 человек)                 | 13,3 | 12,4 | 12,5 | 14,3 | 15,5 | 14   | 12,8 | 13,7 |
| Смертность (на 1000 человек)                  | 23,1 | 21,7 | 17,7 | 20,3 | 22,3 | 20   | 18,9 | 18,9 |
| Естественный прирост (на 1000 человек)        | -9,8 | -9,3 | -5,2 | -6   | -6,8 | -6   | -6,1 | -5,2 |
| Естественный прирост (в абсолютном выражении) | -241 |      |      | -142 | -157 | -137 | -136 | -115 |
| Миграционный прирост (в абсолютном выражении) | -214 |      |      | -284 | -187 | -186 | -197 | -151 |

## Населённые пункты
Всего насчитывается 218 населённых пунктов, из них 26 находятся в зоне, подлежащей периодическому радиационному контролю; три населённых пункта — деревни Прудок, Берье и Корбовское — относятся к зоне с правом на отселение.

## Экономика
Средняя зарплата работников в Березинском районе составила 79,7 % от среднего уровня по Минской области.
Выручка от реализации продукции, товаров, работ, услуг за 2017 год составила 209,3 млн рублей (около 105 млн долларов), в том числе 74,9 млн рублей пришлось на сельское, лесное и рыбное хозяйство, 40,7 млн на промышленность, 14,5 млн на строительство, 38,2 млн на торговлю и ремонт, 41 млн на прочие виды экономической деятельности.

### Промышленность
Основные предприятия промышленности — филиал (опытно-экспериментальное производство) «Мадикор» РУП «БелдорНИИ» (разработка и производство новых дорожных материалов) и РКУПП «Березинское ЖКХ»; Березинский сыродельный завод (в прошлом — крупнейшее предприятие района), преобразованный в производственный участок ОАО «Здравушка-милк» (производит масло, сыры, сухие молочные продукты); Березинский спиртзавод входит в состав холдинга Минск-Кристалл как производственный цех № 6 (производит до 2000 дал спирта-сырца в сутки). ООО «Биомолпром» выпускает бифидопродукты для детского питания.
Березинский плодоовощной завод ликвидирован в 2009 году. Имущество Березинского льнозавода в 2016 году продано с аукциона.

### Сельское хозяйство
В 2017 году в Березинском районе было собрано 49,1 тыс. т зерновых и зернобобовых культур при средней урожайности 26,3 ц/га — существенно ниже средней урожайности по области (35 ц/га). Сахарная свёкла и лён-долгунец с 2013 года в районе не выращиваются.
В 2017 году сельскохозяйственные организации района реализовали 8,5 тыс. т мяса скота и птицы и произвели 46,3 тыс. т молока (средний удой — 4250 кг). На 1 января 2018 года в сельскохозяйственных организациях района содержалось 32 тыс. голов крупного рогатого скота, в том числе 10,8 тыс. коров.

### Транспорт
Через район проходят магистральная автомобильная дорога Минск — Могилёв и трассы на Борисов, Кличев и Бобруйск. Железных дорог нет.

## Здравоохранение
В 2016 году в организациях Министерства здравоохранения Республики Беларусь, расположенных на территории района, работало 63 практикующих врача (28,3 на 10 тысяч человек) и 256 средних медицинских работников (114,9 на 10 тысяч человек). В больницах насчитывалось 196 коек (88 на 10 тысяч человек).

## Образование
В 2017/2018 учебном году в районе действовало 17 учреждений дошкольного образования, которые обслуживали 949 детей, и 16 учреждений общего среднего образования, в которых обучалось 2466 детей. Учебный процесс обеспечивало 419 учителей.

## Культура
- Березинский музей деревянной ложки в Березино
- Историко-краеведческий музей «Зеркало времени» ГУО «Березинская гимназия» в Березино
- Историко-краеведческий музей «Спадчына» ГУО «Богушевичская средняя школа Березинского района» в Богушевичи
- Самобытный музей в деревне Винорово

## Религия
В Березинском районе зарегистрировано 8 православных общин, 4 общины христиан веры евангельской, по 2 католических и баптистских общины.

## Достопримечательности
- Городище милоградской и зарубинецкой культур (I в. до н. э. — II в. н. э.) в Богушевичи
- Костёл Божьего Тела (XIX в.) в Богушевичи
- Сосна диаметром 2,5 м. Растёт в 2 км от впадения р. Уша в р. Березина (правый берег)
- Церковь Рождества Святой Богородицы (1796) в деревне Масляны
- Склеп-усыпальница Ваньковичей в деревне Колюжица
- Памятный камень на месте усадьбы, в которой родился Валентий Ванькович, в деревне Колюжица
- Усадьба (XIX в.) в деревне Мурово
- Усадьба Потоцких (XIX в.) в Березино
- Костёл Матери Божьего Милосердия в Березино
- Церковь Спасо-Преображенская в Березино
- Церковь Святого Николая в Березино
- Здание спиртзавода (1892) в Березино
- Усадьба (нач. XX в.) в агрогородке Поплавы
- Свято-Ильинская церковь в деревне Божино
- Устье реки Клева, являющейся притоком Березины, расположено напротив деревни Красный Берег
- Водохранилище на реке Клева в деревне Гореничи

### Памятник природы, заказник
- Геологический памятник природы местного значения «Великий камень заклевский»

## Известные уроженцы
- Борисевич Николай Александрович — советский и белорусский физик, государственный и общественный деятель.
- Ванькович Валентий-Вильгельм — белорусский живописец
- Казакевич Николай Константинович — советский и белорусский художник-живописец